# Октаазакубан

Молекула октаазакубана

Октаазакубан (/ˌɒktəˌeɪzəˈkjuːbeɪn/) гипотетическое взрывчатое вещество, аллотропное соединение азота с химической формулой N8, молекула которого состоит из восьми атомов азота, организованных в куб.
Октаазакубан можно рассматривать как азотный аналог кубана, то есть кластер кубанового типа, где все восемь углов куба представляют собой атомы азота. Предполагается, что молекула октаазакубана будет находиться в метастабильном состоянии, однако несмотря на свою термодинамическую нестабильность, вызванную высоким напряжением связи и высокой энергией одинарной N–N связи, молекула сможет оставаться кинетически стабильной по причинам молекулярной симметрии.

## Потенциальное применение
Прогнозируется, что октаазакубан при разложении на N2 будет иметь крайне высокую плотность энергии  — 22,9 МДж/кг, что более чем в 5 раз превышает стандартное значение энерговыделения у тринитротолуола. Поэтому октаазакубан наряду с другими экзотическими аллотропами азота, был предложен для использования в качестве взрывчатого вещества, а также в качестве компонента высокоэффективного ракетного топлива. Теоретическая скорость детонации октаазакубана прогнозируется на уровне 15 000 м/с, что почти в 1,5 раза быстрее, чем у октанитрокубана, детонация которого самая быстрая из всех известных неядерных взрывчатых веществ.